# Legio I Iovia
La Legio I Iovia (Primera legión «jupiterina», esto es, dedicada a Júpiter) fue una legión romana, creada por el emperador Diocleciano (284-305), posiblemente junto con la II Herculia, para guardar la recientemente creada provincia de Escitia Menor. El cognomen de esta legión proviene del atributo de Diocleciano Iovianus o «similar a Júpiter».

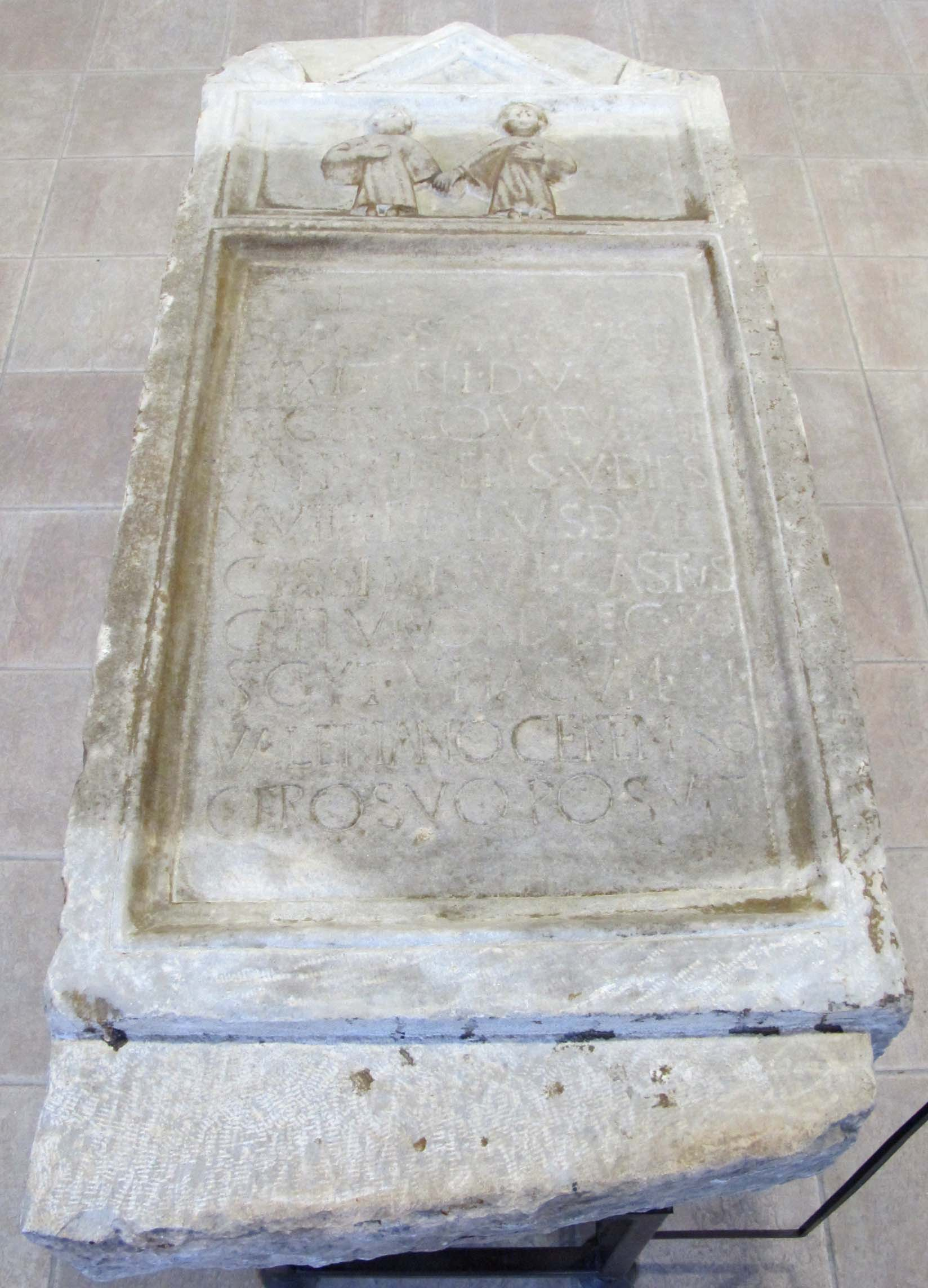
Estela funeraria de Carsium (Rumanía), dedicada a sus hijas de corta edad por Valerio casto, centurión de la Legio I Iovia

Según la Notitia Dignitatum, a comienzos del siglo V, la legión Primera Iovia aún estaba en su campamento en el Danubio.